# Юкном-Йичак-Как
Юкном-Йичак-Как (майя: yu[ku](noom)-[yi]ICH'A:K-ki-K'AHK «? огненный коготь»; 6 октября 649 — позже 696) — правитель Канульского царства со столицей в Калакмуле.

## Биография
Юкном-Йичак-Как родился 9.10.16.16.19 3 Kawak 2 Keh (6 октября 649 года), он был сыном Юкном-Чена II. Его дата рождения подробно описана на стеле 9.
Последующие события в истории Кануля можно отнести к Юкном-Йичак-Каку (до его воцарения), такие как военные победы на Тикалем в 677 и (вполне вероятно) 679 годах, участие на церемонии коронации царей Мораля и Канкуэна в 662 и 677 годах и другие.

### Правление
Юкном-Йичак-Как воцарился 9.12.13.17.7 6 Manik' 5 Sip (3 апреля 686 года), после смерти своего предшественника Юкном-Чена II. Его воцарение записано в Эль-Перу, правителем Кинич-Баламом, и в Дос-Пиласе Балах-Чан-Кавилем. Также Балах-Чан-Кавиль участвовал на церемонии его воцарения, тем самым подтверждая, что остаётся верным союзником Кануля.
В 695 году Юкном-Йичак-Как потерпел поражение от Тикаля, и считается, что он был убит или взят в плен в этой битве. Сцена на стукко из Тикаля изображает пленного, которого украшают для жертвоприношения, в подписи упоминается правитель Кануля. Текст подписи повреждён, поэтому точно неизвестно был ли это Юкном-Йичак-Как. Но находка в Ла-Корона доказывает, что он дожил как минимум до 696 года, потому-что тогда он посетил этот город.
Есть основания полагать, что Юкном-Йичак-Как похоронен в Гробнице 4 в Структуре 2 в Калакмуле.
Вероятно его преемником стал Чохот.